# Apteryoperla lakiula
Apteryoperla lakiula is een steenvlieg uit de familie Gripopterygidae. De wetenschappelijke naam van de soort is voor het eerst geldig gepubliceerd in 2003 door McLellan.